# Fritz Berends
Fritz Berends (23 de Setembro de 1906 - † 2 de Abril de 1945) foi um comandante de U-Boot que serviu na Kriegsmarine durante a Segunda Guerra Mundial.